# Claus Goedicke
Claus Goedicke (* 1966 in Köln) ist ein deutscher Fotograf. Er gilt als Vertreter der Düsseldorfer Photoschule.

## Leben
Claus Goedicke studierte ab 1989 an der Kunstakademie Düsseldorf. 1995 war er Meisterschüler bei Bernd Becher und damit einer der letzten Schüler der Düsseldorfer „Becher-Klasse“, die Becher bis 1996 unterrichtete. Danach studierte Goedicke postgraduel von 1999 bis 2001 an der Kunsthochschule für Medien Köln. Nach seinem Abschluss 2001 erhielt er den Förderpreis des Landes NRW für junge Künstlerinnen und Künstler. Goedicke lebt und arbeitet in Berlin.

## Werk
Goedicke ist besonders für seine fotografischen Stillleben bekannt, auf die er die typologische Arbeitsweise der Becherklasse anwendet.
In seinen frühen Arbeiten zeigt er beispielsweise Plastikflaschen (Stillleben), die für den Betrachter durch ihre Einfarbigkeit auf ihre Form reduziert werden. In einer darauf folgenden Arbeit Monochrome (2001–2003) reduziert die Bilder lediglich auf die Lichtführung, indem Objekte und Hintergrund dieselbe Farbe bekommen.
Die 2012 entstandene Arbeit Köhles Schuppen ist im Gegensatz zu Goedickes anderen Arbeiten nicht im Studio entstanden. Die Werkzeuge und Utensilien im Schuppen werden in monochromen Bildern mit für Goedicke untypischer selektiver Schärfe gezeigt.
In der Arbeit Dinge (2007–2015) schafft Goedicke eine Typologie von verschiedenen Objekten und Alltagsgegenständen: Mit Fachkamera und Tageslicht fotografiert er die Objekte einzeln, frontal und als Nahaufnahme. Die Objekte, sowie die passend ausgewählten Hintergründe, weisen hierbei stets Gebrauchsspuren und Imperfektionen auf.

## Ausstellungen (Auswahl)
- 1996: RaumZeit/BildRaum, Museum Folkwang, Essen
- 1998: Stilleben, Claus Goedicke, Christopher Muller, Candida Höfer, Kunstverein Göppingen
- 1998: Artothek Köln (Einzelausstellung)
- 1999: Mechanik und Ausdruck. Die Sammlung Ann und Jürgen Wilde, Kunstmuseum Bonn
- 2002: Heute bis Jetzt – Zeitgenössische Fotografie aus Düsseldorf, Museum Kunstpalast[5]
- 2012: Der Mensch und seine Objekte, Museum Folkwang, Essen
- 2016: Der typologische Blick – Ausstellung für Hilla Becher, SK Stiftung Kultur, Köln
- 2017: Dinge. Fotografien 2007-2015, Josef Albers Museum Quadrat, Bottrop (Einzelausstellung)
- 2018: PLASTIK UND KARTOFFELN, Oldenburger Kunstverein (Einzelausstellung)
- 2021: Oil. Schönheit und Schrecken des Erdölzeitalters, Kunstmuseum Wolfsburg

## Veröffentlichungen
- Claus Goedicke, Christoph Ribbat: Dinge - Claus Goedicke: Ausstellung im Josef Albers Museum. Quadrat Bottrop, 19.02.2017-07.05.2017 und im Oldenburger Kunstverein im Frühjahr 2019. Schirmer Mosel, München 2017, ISBN 3-8296-0799-7 (157 S.).
- Goedicke, Claus, Heinz Liesbrock: Goedicke: Ausstellung, Museum Schloss Moyland, Bedburg-Hau, 14.04.-30.06.2002. Hatje Cantz, Ostfildern-Ruit 2001, ISBN 978-3-7757-1053-4 (86 S.).